# Вільфред Біон
Вільфре́д Ру́прегт Біон (англ. Wilfred Ruprecht Bion; 1897–1979) — британський психоаналітик. Піонер у досліджені групової динаміки, його відносили до «Тавістокської групи», групи дослідників-піонерів психології, котра заснувала в 1946 році Тавістоцький Інститут на основі досвіду Другої світової війни, та навчався психоаналізу під керівництвом Мелані Кляйн
Пізніше, він написав впливову працю Experiences in Groups, London: Tavistock, 1961.

## Ранні роки та військова служба
Народився у Матхурі, Північно-західна провінція, Індія, і здобув освіту у Бішопс-Стортфордському коледжі в Англії. Після початку Першої світової війни служив у танковому полку як командир танка у Франції та був нагороджений орденом «За видатні заслуги» (DSO) (18 лютого 1918 року за дії у битві біля Камбре), і лицарським хрестом Ордену Почесного легіону. Він вперше потрапив у зону бойових дій 26 червня 1917 року й отримав звання тимчасового лейтенанта 10 червня 1918 року, а 22 березня 1918 року отримав звання тимчасового капітана, коли прийняв командування танковою частиною. Зберіг це звання, коли 19 жовтня 1918 року став другим командиром танкової роти та залишив його 7 січня 1919 року. Демобілізований 1 вересня 1921 року, отримав звання капітана.

## Освіта та початок кар'єри
Після Першої світової війни Біон вивчав історію у Коледжі королеви в Оксфорді, здобувши ступінь бакалавра мистецтв у 1922 році, потім опановував медицину в Університетському коледжі Лондона.
Спочатку його зацікавив «дивний новий предмет „психоаналіз“». Він познайомився з Вілфредом Троттером, видатним нейрохірургом, який у 1916 році опублікував знамениту книгу «Стадний інстинкт у мирний час і на війні», основана на жахах Першої світової війни. Праця мала важливий вплив на інтерес Біона до групової поведінки. У 1930 році Біон здобув кваліфікацію у галузі медицини, сім років проходив психотерапевтичну підготовку у клініці Тавісток. Попри узагальгений і обмежений досвід ця практика подарувала знайомство та плідний зв'язок з Семюелем Бекетом. Біон захотів навчатися психоаналізу, і у 1938 році почав нопановувати цю науку під керівництвом Джона Рікмана. Проте через початок Другої світової війни заняття довелось припинити.
1 квітня 1940 року Біон був повторно призваний до Королівського армійського медичного корпусу у званні лейтенанта та працював у низці військових шпиталів, зокрема у військовий шпиталі Нортфілд (Шпиталь Голімур, Бірмінгем), де він започаткував перший Нортфілдський експеримент з психоаналізу груп. Ці ідеї згодом підхопили та розвинули інші науковці, як-от С. Г. Фукс, Рікман, Бріджер, Мейн і Патрік де Маре. Усю групу в Тавістоку фактично забрали в армію, і вони працювали над новими методами лікування психіатричних травм (посттравматичний стрес, або «снарядовий шок», як його тоді називали). Новаторські праці з групової динаміки «групи Тавісток», документи Біона, що описують його роботу 1940-х років, зібрали та вийшли разом у 1961 році в його впливовій книзі «Досвід у групах й інші документи». Це було не стільки керівництвом для терапії окремих осіб у групі чи групою, а радше дослідженням процесів, викликаних складним досвідом перебування в групі. Книга швидко стала пробним каменем для застосування теорії груп у багатьох галузях.
У 1945 році, під час Другої світової війни, дружина Біона Бетті Джардін народила доньку, але за кілька днів жінка померла. Його донька Партенопа стала психоаналітиком в Італії, часто читала лекції та писала про роботу свого батька. Партенопа загинула разом зі своєю 18-річною донькою Патріцією в автокатастрофі в Італії у липні 1998 року.

## Подальша кар'єра
Повернувшись до клініки Тавісток, Біон очолив Комітет з планування, який реорганізував Тавісток у новий Тавістокський інститут людських відносин разом із новою клінікою, яка була частиною нещодавно створеної Національної служби охорони здоров'я. У міру зростання його інтересу до психоаналізу він додатково пройшов навчання у Мелані Кляйн у 1946—1952 роках. Він познайомився зі своєю другою дружиною, Франческою, у Тавістоку у 1951 році. Біон приєднався до дослідницької групи студентів Кляйн (включно з Ганною Сігал і Гербертом Розенфельдом), які розробляли її теорію про параноїдально-шизоїдні та депресивні позиції для використання в аналізі пацієнтів із психотичними розладами. Він підготував серію надзвичайно оригінальних і впливових статей (зібраних як «Інші думки», 1967) присвячених аналізу шизофренії та специфічних когнітивних, перцептивних проблем і проблем ідентичності таких пацієнтів. Він додав цінний останній розділ «Коментар», де показано як змінилися деякі його погляди на клінічні та теоретичні питання.
Теорії Біона, які завжди ґрунтувалися на явищах аналітичних зустрічей, виявили як відповідності, так і розширення основних ідей як Зигмунда Фрейда, так і Мелані Кляйн. У якийсь момент він спробував зрозуміти думки та мислення з «алгебраїчної», «геометричної» та «математизованої» точок зору, вважаючи, що в наявному словнику занадто мало точності. Пізніше він відмовився від складних, абстрактних застосувань математики та розробив більш інтуїтивний підхід, втіленням якого є «Увага та інтерпретація» (1970).
У 1968 році Біон переїхав до Лос-Анджелеса, штат Каліфорнія, де залишався до 1977 року. У ті роки він був наставником низки психоаналітиків, зацікавлених у підходах Кляйн, серед них Джеймс Гуч й інші члени-засновники Психоаналітичного центру Каліфорнії. Незадовго до смерті він повернувся в Оксфордшир.